# Stadsprijs Geraardsbergen 1984
De 53e editie van de Belgische wielerwedstrijd Stadsprijs Geraardsbergen werd verreden op 29 augustus 1984. De start en finish vonden plaats in Geraardsbergen. De winnaar was Ferdi Van Den Haute, gevolgd door Rudy Rogiers en Dirk De Wolf.

## Uitslag
| Stadsprijs Geraardsbergen 1984 |                     |                                |      |
| Plaats                         | Naam                | Ploeg                          | Tijd |
| Winnaar                        | Ferdi Van Den Haute | La Redoute                     |      |
| 2                              | Rudy Rogiers        | Splendor-Mondial Moquette-Marc |      |
| 3                              | Dirk De Wolf        | Kwantum Hallen-Decossol        |      |

1912 · 1913 · 1914–1926 · 1927 · 1928–1932 · 1933 · 1934 · 1935 · 1936 · 1937 · 1938 · 1939 · 1940 · 1941 · 1942 · 1943 · 1944 · 1945 · 1946 · 1947 · 1948 · 1949 · 1950 · 1951 · 1952 · 1953 · 1954 · 1955 · 1956 · 1957 · 1958 · 1959 · 1960 · 1961 · 1962 · 1963 · 1964 · 1965 · 1966 · 1967 · 1968 · 1969 · 1970 · 1971 · 1972 · 1973 · 1974 · 1975 · 1976 · 1977 · 1978 · 1979 · 1980 · 1981 · 1982 · 1983 · 1984 · 1985 · 1986 · 1987 · 1988 · 1989 · 1990 · 1991 · 1992 · 1993 · 1994 · 1995 · 1996 · 1997 · 1998 · 1999 · 2000 · 2001 · 2002 · 2003 · 2004 · 2005 · 2006 · 2007 · 2008 · 2009 · 2010 · 2011 · 2012 · 2013 · 2014 · 2015 · 2016 · 2017 · 2018 · 2019 · 2020 · 2021 · 2022